# Moravské hlasy
Moravské hlasy je hudební projekt Jiřího Plocka. Žánrem se řadí do moravské lidové hudby. První dvě CD projektu vyšla v letech 2017 a 2019. 

## První CD - Jižní Morava
V roce 2017 proběhla sbírka na portálu Hithit k nalezení finanční podpory pro vznik zamýšleného alba. Ta byla úspěšná a ještě téhož roku vyšlo CD Moravské hlasy, které se věnuje jižní Moravě (CD Moravské hlasy/Jižní Morava (Moravian Voices/South Moravia)). Snahou Plocka bylo vyhledat méně známé různě staré zpěváky, zpěvačky a pěvecké sbory z různých míst Hanáckého Slovácka, Kyjovska, Podluží nebo Horňácka. 
Na nahrávce vystupují mužské sbory z Kyjova, z Charvatské Nové Vsi, z Velké nad Veličkou, Zpěvulenky z Čeložnic, bratři Varmužovi ze Svatobořic-Mistřína, zpěvačky Jana Otáhalová, Kateřina Markytánová, Kamila Šošovičková, zpěváci Jiljí Herzán, Michal Janošek či Martin Čambal a další. Zpěv je bezprostřední, není doprovázen nástroji a byl natočen na bohoslužebných místech s přirozenou akustikou, v synagóze v Břeclavi, v evangelickém kostele v Javorníku nad Veličkou a v kapli sv. Josefa v Kyjově. Nejstarší zpěvák, Oldřich Krejčí ze Svatobořic, měl při natáčení sto a tři roky (*1914), nejmladší, Ondřej Maňák z Velké nad Velkou nad Veličkou měl tři roky (*2014).

## Druhé CD - Východní Morava
Druhé CD vydané v roce 2019 (CD Moravské hlasy/Východní Morava (Moravian Voices/East Moravia)) posluchačům přineslo hlasy z různých oblastí Zlínského kraje. Zpívá celkem 128 zpěváků. Nahrávky byly pořízeny stejným způsobem jako v roce 2017. Společně s jednotlivci druhé CD finančně podpořil Zlínský kraj a Ministerstvo kultury České republiky. 
Výběr písní z východní Moravy pokrývá z moravskoslovenského pomezí především Uherskohradišťsko, Uherskobrodsko a Valašsko. Zpívají Vlasta Grycová, Stanislav Gabriel, Pavel Ptáček, Tereza Habartová, Kateřina Gorčíková, dětští a dospělí zpěváci ze souboru Nivnička, Karlovjanky, Netáta, z ženského sboru z Kunovic, z mužského sboru ze Starého Města, z kopaničářských Vápenic a dalších.

## Ohlas kritiky
Projekt byl v roce 2017 kladně hodnocen hudebním kritikem Milošem Štědroněm v Divadelních novinách.